# Tema de Sicilia
El tema de Sicilia (en griego: θέμα Σικελίας, romanizado: Thema Sikelias) era una provincia bizantina civil-militar (tema) existente desde finales del siglo VII hasta el siglo X, que abarcaba la isla de Sicilia y la región de Calabria en la Italia continental. Tras la conquista musulmana de Sicilia, desde 902 el tema quedó limitado a Calabria, pero mantuvo su nombre original hasta mediados del siglo X.

## Historia
Desde su reconquista de los ostrogodos por Belisario en 535-536, Sicilia se convirtió en una provincia gobernada por un pretor, mientras que el ejército fue puesto bajo un dux. La presencia de un strategos (gobernador militar) en la isla es registrado en las fuentes árabes entre 687 y 695, y probablemente haya sido en ese momento que la isla fue hecha un thema.
El thema fue dirigido desde Siracusa, tradicionalmente la principal ciudad de Sicilia. Formó parte no solo de la isla, que fue dividida en distritos llamados turmas, sino también del ducado continental de Calabria (griego: δουκᾶτον Καλαυρίας, Doukato Calavrias). que se extendía aproximadamente hasta el río Cratis. Además, el strategos de Sicilia ejerció cierta autoridad —que varió de acuerdo con la facción política vigente— sobre los ducados autónomos de Nápoles, Gaeta y Amalfi.
La conquista musulmana de la isla comenzó en 826. Tras la caída de Siracusa en 878 y la conquista de Taormina, en 902, el estratego se trasladó a Rhegion, la capital de Calabria. Durante la primera mitad del siglo X, los bizantinos lanzaron una serie de expediciones fallidas para recuperar la isla y mantuvieron unos bastiones aislados cerca de Mesina hasta 965, cuando Rametta, el último reducto bizantino, cayó. El cargo de «estratego de Sicilia», fue mantenido como el título oficial hasta mediados del siglo X, cuando el rango de «estratego de Calabria» comenzó a aparecer en los registros.